# Howling II: Stirba - Werewolf Bitch
Howling II: Your Sister Is a Werewolf (1985), ook wel bekend als Howling II of Howling II: Stirba – Werewolf Bitch, is een Amerikaanse horrorfilm geregisseerd door Philippe Mora. Het is het directe vervolg op de film The Howling uit 1981. De film volgt Ben White (gespeeld door Reb Brown), die de begrafenis bijwoont van zijn zus Karen White (de hoofdpersoon uit de vorige film). Ben ontdekt dat zijn zus een weerwolf was en wordt benaderd door Stefan Crosscoe (Christopher Lee), die beweert dat hij haar moest vernietigen omdat ze deel uitmaakte van een grotere dreiging.
Stefan, Ben en Jenny Templeton (Annie McEnroe), een collega van Karen, reizen naar Transsylvanië om de weerwolfkoningin Stirba (Sybil Danning) te verslaan, die haar volgelingen leidt in een plan om de wereld te veroveren. Onderweg ontmoeten ze Mariana (Marsha Hunt), een verleidelijke weerwolf, en andere bondgenoten die zich verzetten tegen Stirba.
De film bevat een mix van horror en actie, met tal van bovennatuurlijke elementen en vechtscènes. Ondanks dat de film gemengde recensies ontving vanwege de lage productiekwaliteit en campy toon, heeft het een cultstatus verworven door de unieke benadering van het weerwolfgenre. De film wijkt af van het boek The Howling II van Gary Brandner, waarop het losjes is gebaseerd.

## Plot
Ben White (Reb Brown) woont de begrafenis bij van zijn zus Karen White, de hoofdpersoon uit The Howling. Na de begrafenis ontmoet hij Jenny Templeton (Annie McEnroe), een collega van Karen, en Stefan Crosscoe (Christopher Lee), die hen vertelt dat Karen een weerwolf was. Stefan toont hen videobeelden van haar transformatie en probeert hen ervan te overtuigen om naar Transsylvanië te reizen om Stirba, een eeuwenoude weerwolfkoningin, te verslaan. Onderweg ontdekken ze dat Stirba de leider is van een groep weerwolven die de wereld willen overnemen.
In Transsylvanië worden ze geconfronteerd met verschillende gevaarlijke tegenstanders, waaronder Mariana (Marsha Hunt), een verleidelijke weerwolf, en Erle, een dienaar van Stirba. Uiteindelijk arriveren ze bij Stirba’s kasteel, waar ze de strijd aangaan. Na verschillende gevechten en verlies van bondgenoten weet Ben samen met Jenny te ontsnappen, terwijl Stefan en een priester Stirba confronteren. De film eindigt met een cliffhanger waarbij Ben en Jenny terugkeren naar de Verenigde Staten, waar ze een nieuwe dreiging ontdekken.

## Rolverdeling
| Acteur            | Personage       |
| ----------------- | --------------- |
| Christopher Lee   | Stefan Crosscoe |
| Annie McEnroe     | Jenny Templeton |
| Reb Brown         | Ben White       |
| Marsha Hunt       | Mariana         |
| Sybil Danning     | Stirba          |
| Valerie Kaplanová | Oude Stirba     |
| Judd Omen         | Vlad            |
| Jiří Krytinář     | Vasile          |
| Petr Skarke       | Konstantin      |
| Ferdy Mayne       | Erle            |
| Jimmy Nail        | Dom             |
| Patrick Field     | Deacon          |
| Ladislav Krečmer  | Father Florin   |
| Ivo Niederle      | Grigorie        |
| Jan Kraus         | Tondo           |

## Ontvangst
De film ontving gemengde recensies vanwege de slechte special effects en de campy stijl, maar kreeg uiteindelijk een cultstatus onder horrorfans. De film is bekend geworden door de ongebruikelijke benadering van het weerwolfgenre en de prestaties van Christopher Lee en Sybil Danning.
Howling II: Stirba – Werewolf Bitch heeft ook een cultstatus verworven door de bizarre keuzes van de filmmakers. Tijdens de productie in communistisch Tsjecho-Slowakije moest afval worden geïmporteerd om de straten een "vuilere" uitstraling te geven. Een beruchte scène waarin Sybil Danning haar bovenstuk uittrekt, werd maar liefst 17 keer herhaald tijdens de aftiteling, wat het iconisch maakte onder fans van campy horror. De film wordt geprezen om zijn "zo slecht dat het goed is"-kwaliteit.